# Иннокентьевка (Партизанский район)
Иннокентьевка — село в Партизанском районе Красноярского края, административный центр  Иннокентьевского сельсовета.

## География
Находится примерно в 11 километрах по прямой на юго-восток от районного центра села Партизанское.

## Климат
Климат умеренно холодный, континентальный. Вегетационный период продолжается, в среднем, 135 дней—148 дней, а безморозный в среднем 96 дней, с колебаниями в отдельные годы от 105 до 79 дней. Устойчивый снежный покров лежит более пяти месяцев (в среднем с первой декады ноября до конца апреля). Средняя высота снежного покрова под пологом составляет 56 см, на открытых участках — 19 см. Среднегодовое количество осадков 375 мм. Средняя температура воздуха за год -0,9°С. 

## Население
Постоянное население составляло 513 человек в 2002 году (95% русские),  359 в 2010.